# Cerkiew św. Michała Archanioła w Szczecinku
Cerkiew Świętego Michała Archanioła w Szczecinku – greckokatolicka cerkiew parafialna. Mieści się przy ulicy Karlińskiej.

## Historia
Budowa świątyni rozpoczęła się 6 czerwca 2010. 
Do 2011 została ukończona główna kopuła oraz dach budowli. W 2012 roku został wykonany sufit, założono ogrzewanie oraz wykonano posadzki. Obiekt posiada efektowne banie znajdujące się na dachu. Wewnątrz cerkiew ma być urządzona zgodnie z regułami wschodniej tradycji chrześcijańskiej. 
6 stycznia 2014 r. podczas greckokatolickich świąt Bożego Narodzenia doszło do podpalenia świątyni z pobudek religijnych.
Cerkiew uroczyście konsekrowano w sobotę 12 września 2015 roku. Aktu konsekracji świątyni dokonał biskup Włodzimierz Juszczak, ordynariusz eparchii wrocławsko-gdańskiej